# 妙参寺沼
妙参寺沼（みょうさんじぬま）は、群馬県太田市新田大根町にあるため池である。
2010年（平成22年）3月25日に農林水産省のため池百選に選定された。

## 概要
妙参寺沼は南北約150メートル、東西約60メートルの長方形であり、大間々扇状地の中にあり、中世の荘園である新田荘の水源として古くから他の湧水池と共に利用されてきた。
現在の池は、この豊富な湧水により江戸時代に開削され、現在も農地30haに水を供給している。

## 自然
周辺は「妙参寺沼親水公園」として整備されていて、湖畔はサクラが植樹され、池にはカワセミ、カイツブリ、カルガモの鳥類のほか、クレソンなどの半水生植物など、またその他多様な動植物が確認されており、周辺の人々の憩いの場となっている。

## アクセス

### 道路
- 群馬県道2号前橋館林線

### 路線バス
- 伊勢崎駅よりあおぞら東西シャトルバス「綿打行政センター前」下車徒歩約10分。(平日5便、土日3便)
- 太田駅よりシティライナーおおた新田線「本郷」下車徒歩約5分。(平日9便、土日祝運休)